# Karlbergsvägen

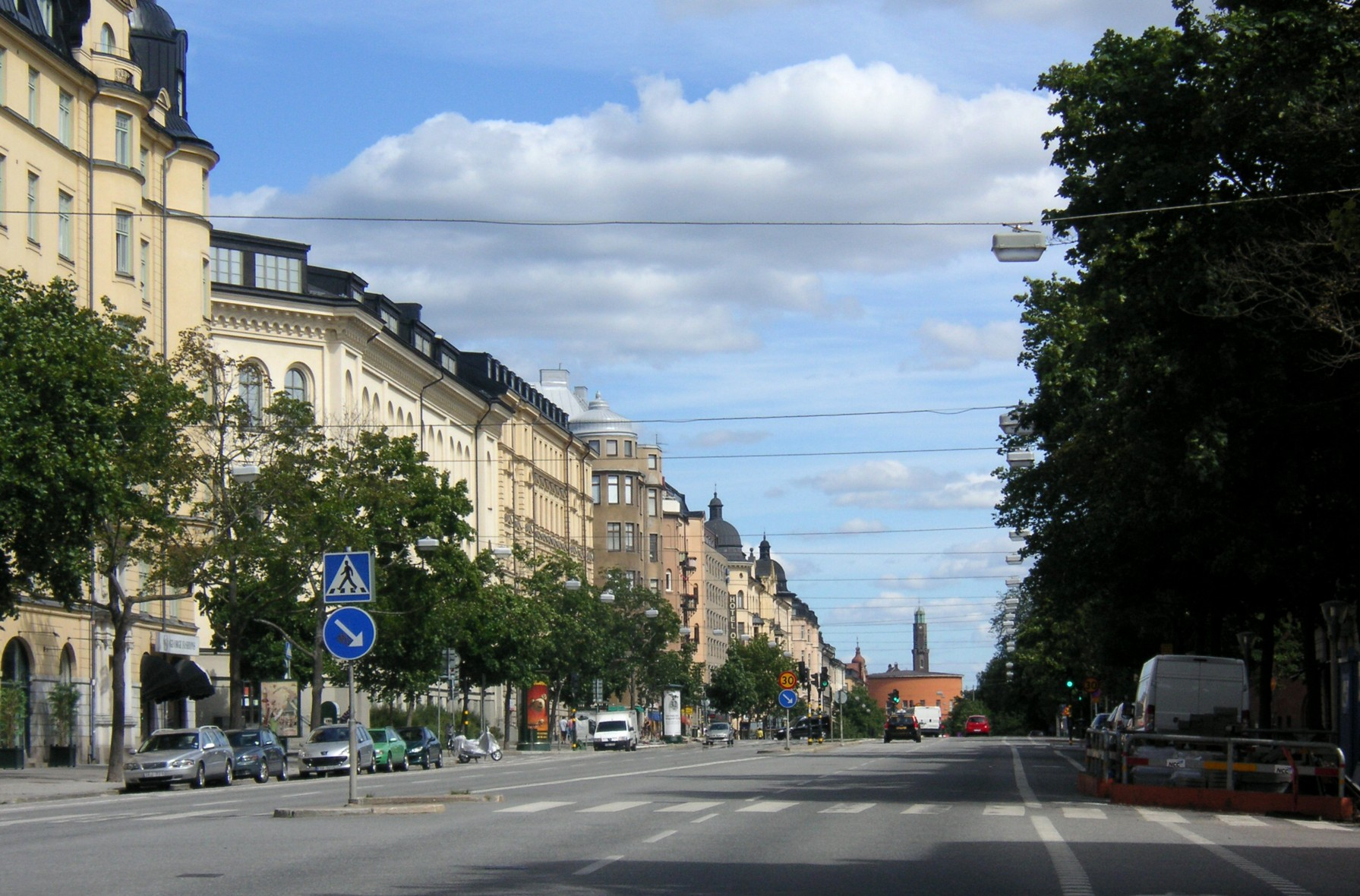
Karlbergsvägen mot öst, i bakgrunden syns Stadsbiblioteket.

Karlbergsvägen, Vasastaden, Stockholm, med sträckningen Odenplan - Norra Stationsgatan. Vid namnrevisionen 1885 blev Carlbergsvägen namn för Carlbergs allé med dess förlängning till Solnavägen (nuvarande Tomtebodavägen). Därmed återupplivades ett äldre namn (Carlbergz wägen år 1714). Under 1700-talet planterades lindar längs vägen, vilket gav upphov till allé-namnet. Gatan har fått sitt namn av Karlbergs slott.
Längs gatan ligger bland annat skolorna Vasa real, Gustav Vasaskolan, Dyslexiskolan och Birkaskolan/Tomteboskolan, samt Mikaelskapellet och Birkagården som var den första hemgården i Sverige. Tidigare låg Bergianska trädgården på platsen för Vasa real. Vid Odenplan liksom vid korsningen mot Västmannagatan finns nedgångar till Odenplans tunnelbanestation.